# Kneecap
Kneecap est un trio de hip-hop, originaire de l'ouest de Belfast, en Irlande du Nord. Le groupe est composé de Mo Chara, Móglaí Bap et DJ Próvaí,, noms de scène respectifs de Liam Óg Ó hAnnaidh, Naoise Ó Cairealláin et JJ Ó Dochartaigh. Ils composent dans un mélange d'anglais et d'irlandais et leurs paroles comprennent des thèmes républicains irlandais. 
Leur premier single, C.E.A.R.T.A., est publié en 2017, suivi de leur premier album, 3CAG, en 2018. Le deuxième album du trio, Fine Art, est publié en 2024, tandis qu'un film biographique éponyme sort plus tard la même année.

## Histoire
En mai 2017, la veille de la marche pour la Loi sur la langue irlandaise à Belfast, en Irlande du Nord, Naoise Ó Cairealláin, dit Móglaí Bap, et un ami peignent à la bombe le terme « cearta » (droits) sur un arrêt de bus. Ce dernier est arrêté par la police d'Irlande du Nord tandis que Móglaí Bap réussi à s'échapper. Au poste de police, le jeune homme ne parle qu'irlandais, refusant d'utiliser l'anglais en signe de protestation. Le premier single de Kneecap, C.E.A.R.T.A., s'inspire vaguement de cette expérience.
Fin 2017, la chanson C.E.A.R.T.A. est bannie des ondes de la radio irlandaise RTÉ Raidió na Gaeltachta pour « références aux drogues et jurons ». Une pétition recueille 700 signatures pour que la chanson soit à nouveau diffusée. Kneecap défend la chanson comme étant « une caricature de la vie dans l'ouest de Belfast » et « une vision satirique de la vie des jeunes ».
Le 25 juin 2018 est publié le premier album de Kneecap, 3CAG. Le nom de l'album fait référence à la MDMA, une drogue également connue par le terme ecstasy : 3CAG signifie trí chonsan agus guta (trois consonnes et une voyelle). Le terme Kneecap fait quant à lui référence à la blessure traditionnellement infligée aux trafiquants de drogue présumés par les républicains irlandais paramilitaires. L'album a été décrit comme « une collection irrésistible de hip-hop tapageur fusionnant les langues irlandaise et anglaise avec un sens de l'humour pervers ». Le quotidien britannique The Guardian le juge « à la fois conscient de lui-même et fanfaron, oscillant entre les soirées en ville et la réalité quotidienne qui est de grandir en Irlande du Nord ».
En 2021, Kneecap publie le single MAM en hommage aux mères des musiciens. Le titre est perçu comme changeant de trajectoire par rapport au style habituel du groupe, les membres du groupe affirmant qu'ils voulaient faire quelque chose de plus « réel ». Mo Chara déclare dans une interview que Kneecap « voulait faire quelque chose d'un peu sentimental, [qu'ils ne veulent] pas enfermer [leur audience] dans la masculinité tout le temps ». Kneecap révèle que tous les bénéfices de la chanson sont reversés aux Samaritains après que la mère de Móglaí Bap décède par suicide avant la publication de la chanson.
Au début de l'année 2023, les trois musiciens tournent dans un film éponyme retraçant, à travers un récit fictif, leur ascension vers la gloire. Sorti en août 2024, le film est réalisé par Rich Peppiatt, avec Michael Fassbender dans un rôle second,, et obtient six nominations lors de la 78e cérémonie des British Academy Film Awards.
Le second album de Kneecap, Fine Art, est publié le 14 juin 2024. Album-concept prenant place dans un pub fictif de l'ouest de Belfast, il reçoit des critiques « généralement favorables » et débute à la 2e place du classement des albums en Irlande.

## Identité

### Image publique
Dans le cadre de leurs prestations scéniques, les membres de Kneecap portent souvent des cagoules, associées en Irlande à l'organisation paramilitaire IRA provisoire,. Le quotidien britannique The Guardian suggère que les premières œuvres de Kneecap se concentrent sur l'affirmation de l'identité gaélique et sa fusion avec la culture de Belfast.

### Opinions politiques
L'idéologie du républicanisme irlandais, prônant la réunification de l'Irlande et s'opposant à la domination britannique en Irlande du Nord, est la doctrine la plus importante de Kneecap. Le trio se présente comme des « cagoules républicaines » et ses fans comme des féniens. Leur musique, interprétée en gaélique irlandais, promeut l’utilisation de la langue comme outil de résistance. Le groupe critique ouvertement la police d'Irlande du Nord, le gouvernement britannique et des personnalités politiques telles qu'Arlene Foster, soulignant régulièrement des problèmes tels que les inégalités de classe et les luttes de la classe ouvrière. Kneecap combine commentaires politiques et questionnements sociaux et aborde souvent des thèmes comme la dépendance et la santé mentale,,.
Pour Móglaí Bap, « le républicanisme est vaste et couvre un spectre très large. [Kneecap aime] jouer avec. [Ils aiment] en assumer l'ironie et ne pas être dictés sur le type de républicanisme auquel [ils doivent] croire ». Kneecap veut « prendre le sérieux et le côté cinglant [du républicanisme] et y intégrer des éléments de la vie que les jeunes apprécient, comme faire la fête et consommer des drogues ». Mo Chara pense « qu'en raison de [leurs] origines, tout doit être une question de politique ».
Le 14 mars 2025, la tête de la statue du Mémorial du Roi George V, à Melbourne en Australie, découpée par un individu inconnu en marge des manifestations de l'anniversaire du roi de 2024, serait apparue sur scène lors d'une représentation de Kneecap dans cette ville. Le trio fait référence à la présence de la tête dans une publication Instagram en commentant : « N'oubliez pas, chaque colonie peut tomber »,.

#### Polémiques
En février 2019, les trois membres du groupe sont dénoncés par Christopher Stalford, député du Parti unioniste démocratique, après que des vidéos du trio sont publiées en ligne les montrant scandant Brits Out (Anglais, dehors) lors d'un concert donné à l'Empire Music Hall de Belfast. Le concert du groupe dans cette salle se tient le lendemain de la visite du Prince de Galles et de la Duchesse de Cambridge de l'époque au même endroit.
En février 2024, Kneecap reçoit une subvention de 14 250 £ du Music Export Growth Scheme, qui est ensuite bloquée par le Département des Affaires et du Commerce. La secrétaire d'État aux Affaires, Kemi Badenoch, déclare que la subvention ne devrait pas être accordée à « des personnes qui s'opposent au Royaume-Uni lui-même ». Le trio dépose plainte pour discrimination contre le gouvernement britannique puis gagne le procès, recevant le montant total de la subvention en novembre 2024. Kneecap partage finalement la subvention entre deux organisations de jeunesse qui travaillent avec les communautés protestantes et catholiques en Irlande du Nord.
En amont de la performance de Kneecap au festival de Glastonbury le 28 juin 2025, le Premier ministre britannique Keir Starmer estime qu'il est inapproprié pour le festival de maintenir le trio au programme. La BBC, qui retransmet les concerts du festival en direct, décide de ne pas diffuser la prestation de Kneecap. En réponse, les rappeurs irlandais encouragent la foule à scander une insulte envers le chef du gouvernement, « Fuck Keir Starmer » (Keir Starmer, va te faire foutre).

#### Positions pro-palestiniennes
En 2020, Kneecap soutient publiquement une Palestine indépendante en arborant des drapeaux palestiniens lors de concerts du trio et en s'engageant à boycotter l'État d'Israël,. Les musiciens irlandais usent de leur notoriété en collectant des fonds pour financer une salle de sport bénévole dans le camp de réfugiés d'Aida en Palestine. En 2022, l'écrivain irlandais Manchán Magan publie une reprise du titre C.E.A.R.T.A. (2017) de Kneecap pour reprendre la collecte de fonds à destination de la salle de sport.
En 2025, les membres de Kneecap sont la cible de critiques pour leurs positions pro-palestiniennes partagées dans le contexte de la guerre à Gaza. Une polémique naît à la suite des deux performances du trio au Coachella Festival, à Indio aux États-Unis. Le 11 avril 2025, leur message de soutien à la Palestine est omis de la retransmission en direct, ce que le groupe perçoit comme une « censure » délibérée. Le 18 avril, en réponse, Kneecap projette à la fin du concert les messages « Israel is committing genocide against the Palestinian people » (Israël commet un génocide contre le peuple palestinien), « It is being enabled by the US government who arm and fund Israel despite their war crimes » (Il est rendu possible grâce au gouvernement américain qui arme et finance Israël malgré ses crimes de guerre) et « Fuck Israel, free Palestine » (Israël, va te faire foutre, libérez la Palestine),.
Des deux côtés de l'Atlantique, des voix s'élèvent pour condamner les rappeurs. Badenoch, désormais cheffe du Parti Conservateur, réclame l'interdiction du groupe et la femme d'affaires Sharon Osbourne demande à ce que leurs visas américains soient révoqués. Le groupe est écarté du festival Eden Sessions en Cornouailles et trois des concerts prévus en Allemagne en septembre 2025 sont annulés. Le Board of Deputies of British Jews (en) (Conseil des représentants des juifs britanniques) appelle les organisateurs du festival de Glastonbury à déprogrammer Kneecap. La Hongrie interdit l'entrée sur son territoire aux trois membres du groupe au motif d'« antisémitisme et d'apologie du terrorisme », annulant de facto la présence de Kneecap au Sziget Festival de Budapest. La municipalité de Saint-Cloud retire sa subvention de 40 000 € au festival Rock en Seine pour avoir programmé le trio irlandais. À l'initiative du label Heavenly Recordings, plusieurs grands noms de la musique comme Pulp, IDLES, Fontaines D.C. et Massive Attack signent une lettre en soutien au trio, cible selon eux d'une « répression politique » et d'une « tentative claire et concertée de censure et de déprogrammation ».
À la suite de la polémique, la division antiterroriste de la Metropolitan Police lance une investigation sur le groupe le 22 avril 2025. Liam Óg Ó hAnnaidh est inculpé le 21 mai 2025, sous son nom anglicisé Liam O'Hanna, pour avoir brandi un drapeau du Hezbollah libanais lors d'un concert à Londres le 21 novembre 2024, dans le contexte des bombardements israéliens sur le Liban,. Le groupe nie les accusations portées contre Mo Chara, affirmant « ne pas soutenir et n’avoir jamais soutenu le Hamas ou le Hezbollah ». Au tribunal de première instance de Westminster (en) le 18 juin 2025, la défense d’Ó hAnnaidh fait valoir que l’accusation, portée le 22 mai, dépasse le délai de six mois requis pour relever de la compétence du tribunal et la séance est ajournée au 20 août 2025.

## Discographie

### Albums studio
- 2018 : 3CAG
- 2024 : Fine Art

### Singles
- 2017 : C.E.A.R.T.A
- 2018 : Amach Anocht
- 2019 : H.O.O.D
- 2019 : Gael-Gigolos
- 2019 : Fenian Cunts
- 2019 : Get Your Brits Out
- 2020 : MAM (avec Dyrt)
- 2021 : Guilty Conscience
- 2021 : Thart agus Thart
- 2023 : Its Been Ages
- 2023 : Better Way to Live (avec Grian Chatten)
- 2024 : Sick in the Head
- 2024 : Fine Art
- 2024 : Love Making
- 2025 : The Recap (avec Mozey)